# Mer d'Émeraude
La mer d'Émeraude est un lagon de Madagascar situé à l'entrée de la baie de Diego-Suarez, à l'extrême Nord du pays. Site préservé du tourisme, certains îlots déserts sont accessibles en embarquant sur des barques de pêcheurs depuis le village de Ramena.
Il s'agit d'un vaste lagon caractérisé par une teinte turquoise due à sa faible profondeur en eau conjugué aux fonds sablonneux et est séparée de l'Océan Indien par une barrière de corail ainsi qu'un chapelet d'îlots.
Les 3 principaux îlots sont Nosy Antaly Be, Nosy Diego et Nosy Suarez.